# Aeroportul Ulithi
Aeroportul Ulithi (IATA: ULI, FAA LID: TT02) este un aeroport din Micronezia.
Situat la o altitudine de 2 m, aeroportul dispune de o singură pistă. Este operat de United States Navy.